# 德州角蜥
德州角蜥（学名：Phrynosoma cornutum；英语：Texas horned lizard ）是角蜥属的一种动物，分布于美国西部和墨西哥北部，卡罗莱纳、乔治亚和佛罗里达有其孤立种群。它是得克萨斯州的象征物“州爬虫”（state reptile）。
其体长69 mm（2.7英寸）左右，和德州刺蜥在外貌和习性上都很像，容易混淆。